# منتخب بلجيكا لسباعيات الرغبي للسيدات
منتخب بلجيكا لاتحاد الرغبي للسيدات هو ممثل بلجيكا الرسمي في المنافسات الدولية في اتحاد الرغبي للسيدات.